# Кенель

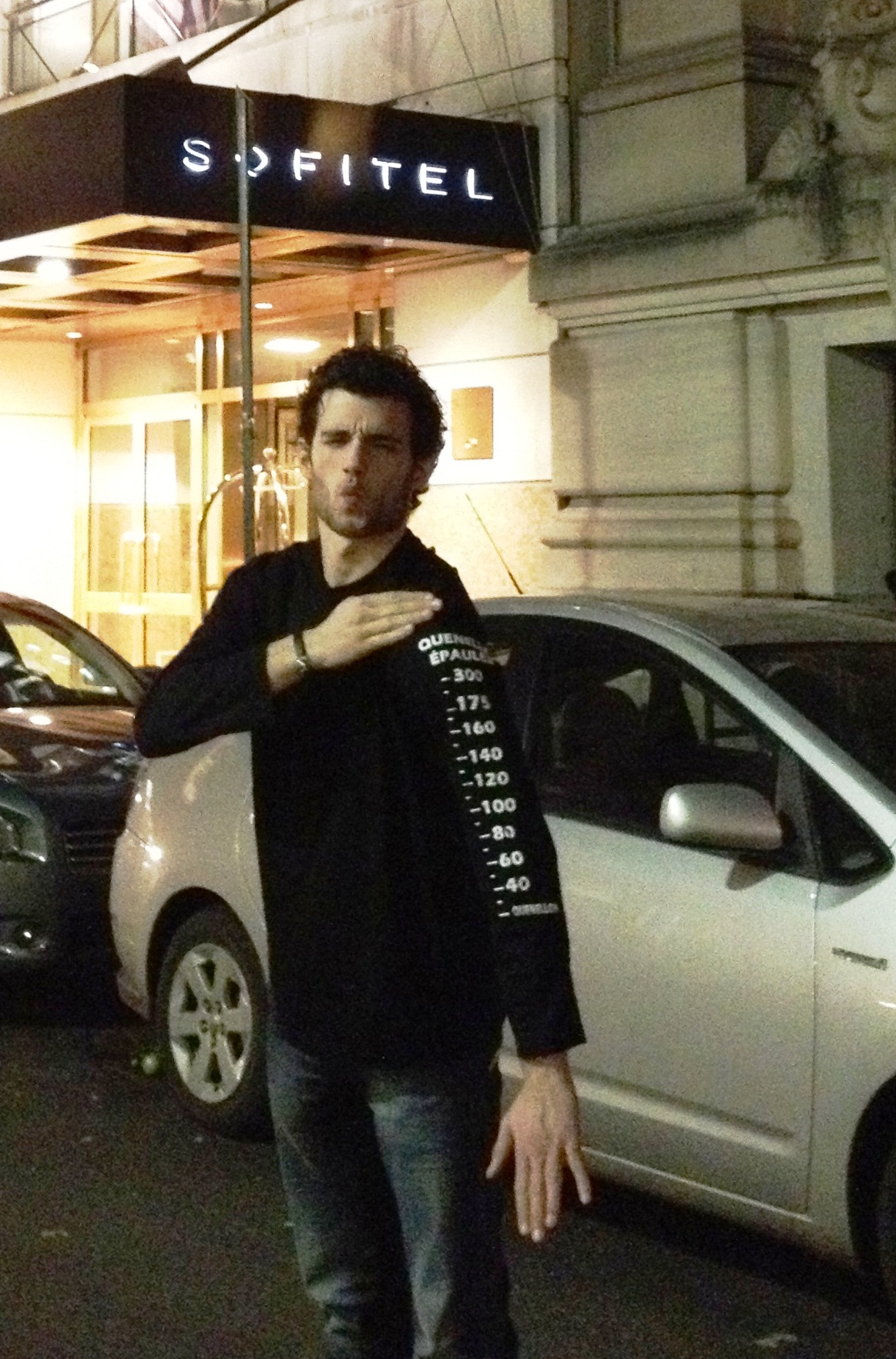
Жест Кенель з градуйованим рукавом, що дозволяє використовувати Кенель різних розмірів

Кенель (від фр. quenelle) — жест непокори істеблішменту, популяризований французьким коміком Дьєдонне М'бала М'бала. Виконуючи кенель одну руку опускають униз, а другою показують довжину уявного супозиторію.
У Франції жест розглядається також як антисемітський, хоча сам комік стверджує, що він направлений проти істеблішменту.
В Англії кенель став відомий завдяки тому, що його виконав Ніколя Анелька після забитого м'яча. Йому довелося вибачитися й пообіцяти, що він такого більше робити не буде.

## Інше
- Кеннель — різновид вугілля.

## Виноски
1. ↑  Anelka's 'Nazi' salute storm: Striker could face lengthy FA ban for offensive goal celebration along with sanctions in France. Daily Mail. 28 грудня 2013. Архів оригіналу за 10 березня 2014. Процитовано 25 лютого 2014.